# Tim Tramnitz
Tim Tramnitz (Hamburgo, 16 de novembro de 2004) é um automobilista alemão que atualmente compete no Campeonato de Fórmula 3 da FIA com a equipe MP Motorsport.

## Carreira

### Kart
Tramnitz começou no cartismo em 2011, competindo em campeonatos locais. Depois de vencer a série regional de Hamburgo e o Northern German Kart-Challenge em 2013 e 2014, respectivamente, o alemão mudou para competições nacionais, onde conquistou seu primeiro e único título na série ADAC Kart Academy em 2017. Ele se tornou um protegido da ADAC Stiftung Sport no final de 2017 e permaneceu nos karts até 2019.

### Fórmula 4
Tendo testado um carro de Fórmula 4 pela primeira vez em 2019, Tramnitz foi anunciado para fazer sua estreia em monopostos na ADAC Fórmula 4 em 2020, pilotando pela US Racing ao lado de Elias Seppänen, Oliver Bearman e Vladislav Lomko. Tramnitz marcou pontos em todas as corridas, exceto uma, e terminando no pódio em seis ocasiões, incluindo uma vitória na corrida final em Oschersleben. Ele terminou em quarto na classificação, vencendo todos os seus companheiros de equipe, exceto Seppänen, terceiro colocado, e ganhando o troféu de melhor estreante, após vencer oito vezes nessa classe.

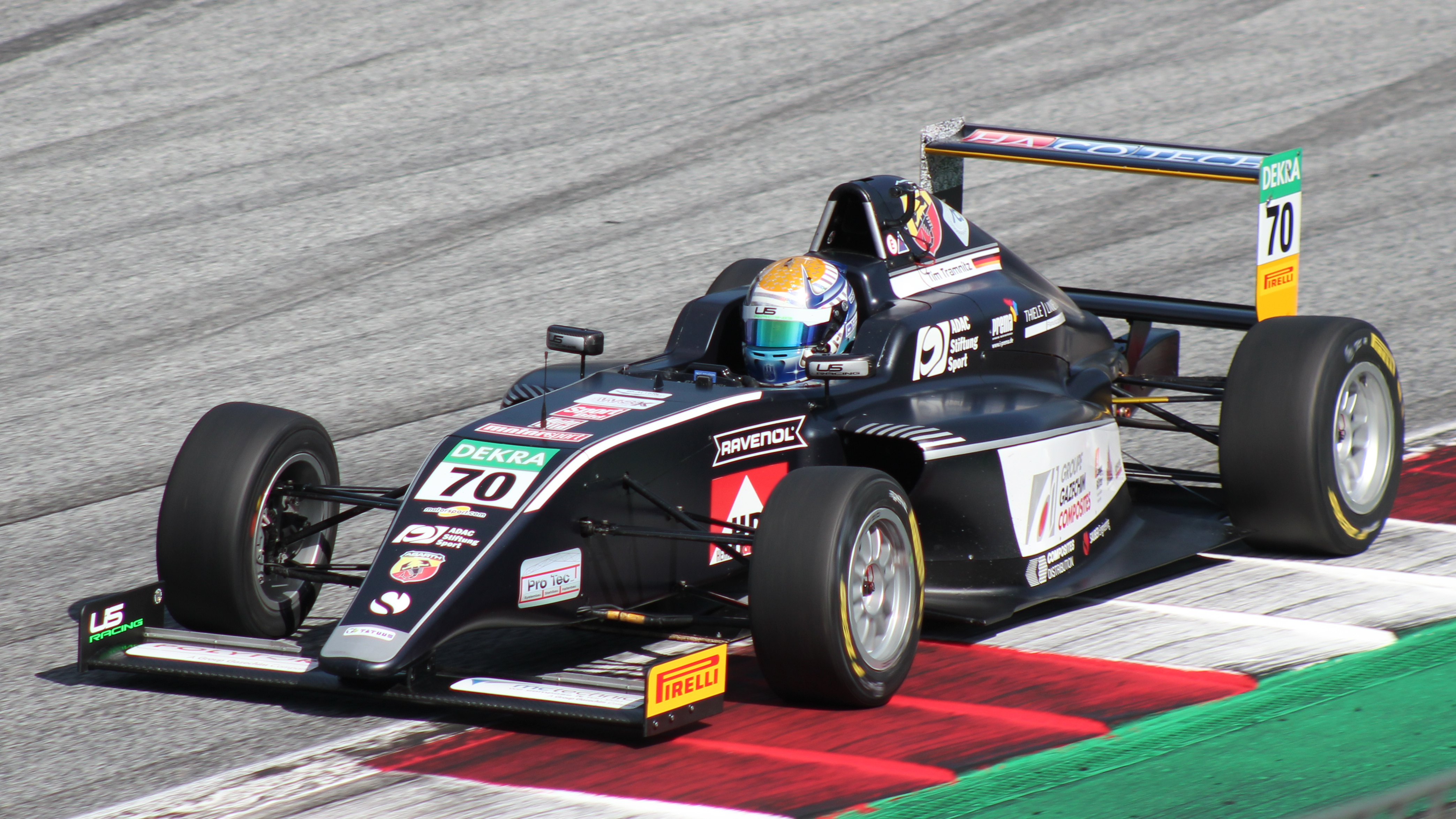
Tramnitz durante etapa da F4 Italiana de 2021

Para 2021, Tramnitz conciliou a ADAC com a Fórmula 4 Italiana, fazendo uma nova parceria com a US Racing. Em sua campanha parcial na série italiana, Tramnitz teve duas vitórias no Circuito Paul Ricard e Red Bull Ring, respectivamente. Apesar de ter perdido duas etapas na F4 italiana, Tramnitz conseguiu ser vice-campeão, sendo derrotado por Bearman, que foi campeão dominante e fez 111 pontos a mais que o alemão.
Além disso, Tramnitz sairia vitorioso em cinco ocasiões no ADAC F4, engatando mais uma batalha pelo título com Ollie Bearman até a corrida final. Mas Tramnitz acabou perdendo novamente para o britânico, que pontuou nas três corridas da rodada de Nürburgring, enquanto o alemão pontuou em apenas duas, e encerrou o ano com 26 pontos de vantagem sobre Tramnitz.

### Fórmula Regional

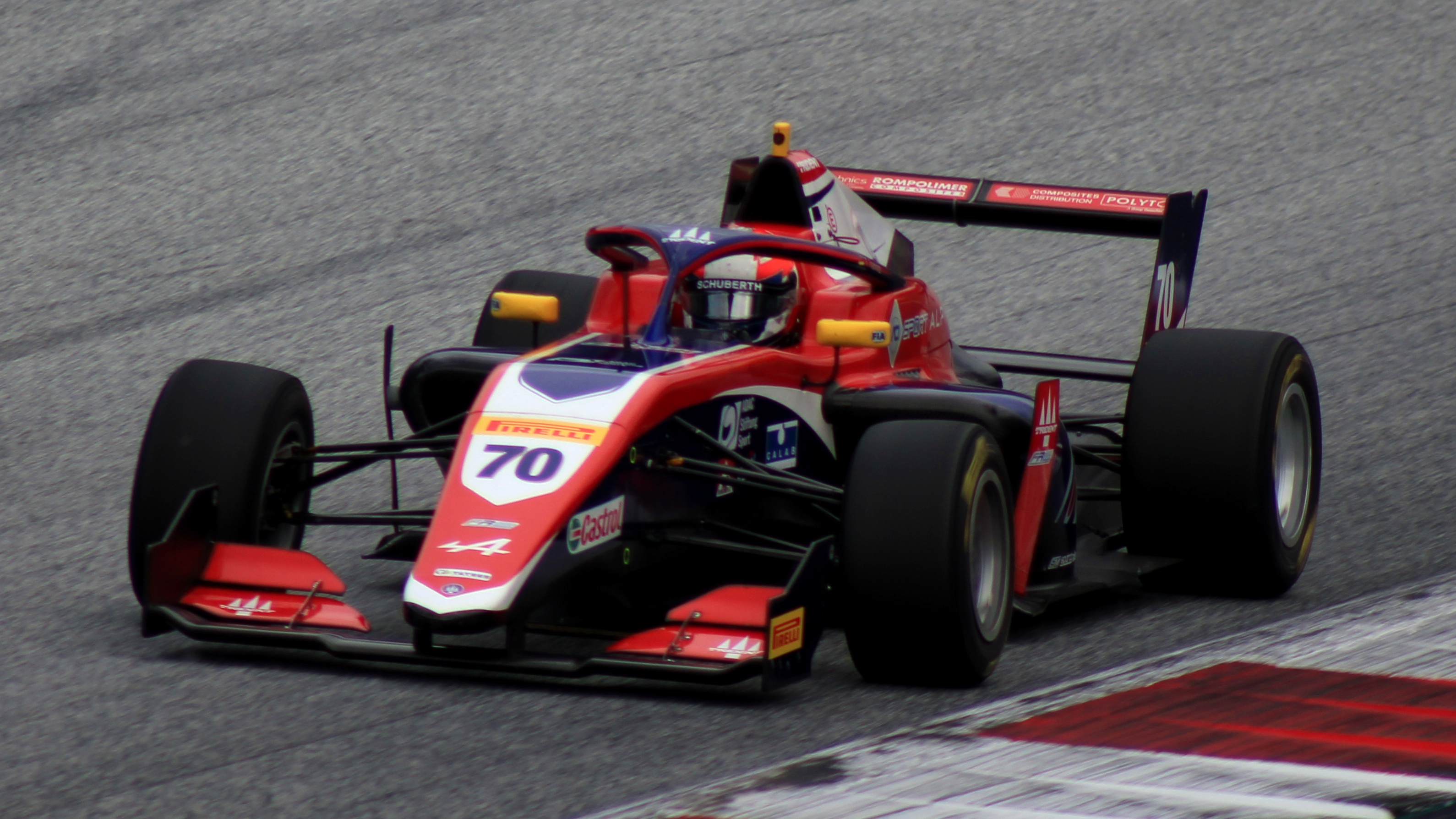
Tramnitz na rodada de Spielberg da FRECA em 2022

Para 2022, Tramnitz progrediu para o Campeonato de Fórmula Regional Europeia (FRECA), competindo pela equipe Trident. Pontuou em oito das vinte provas, tendo como melhor resultado um quarto lugar na corrida 2 da Hungria, e foi décimo quinto colocado, com 34 pontos.

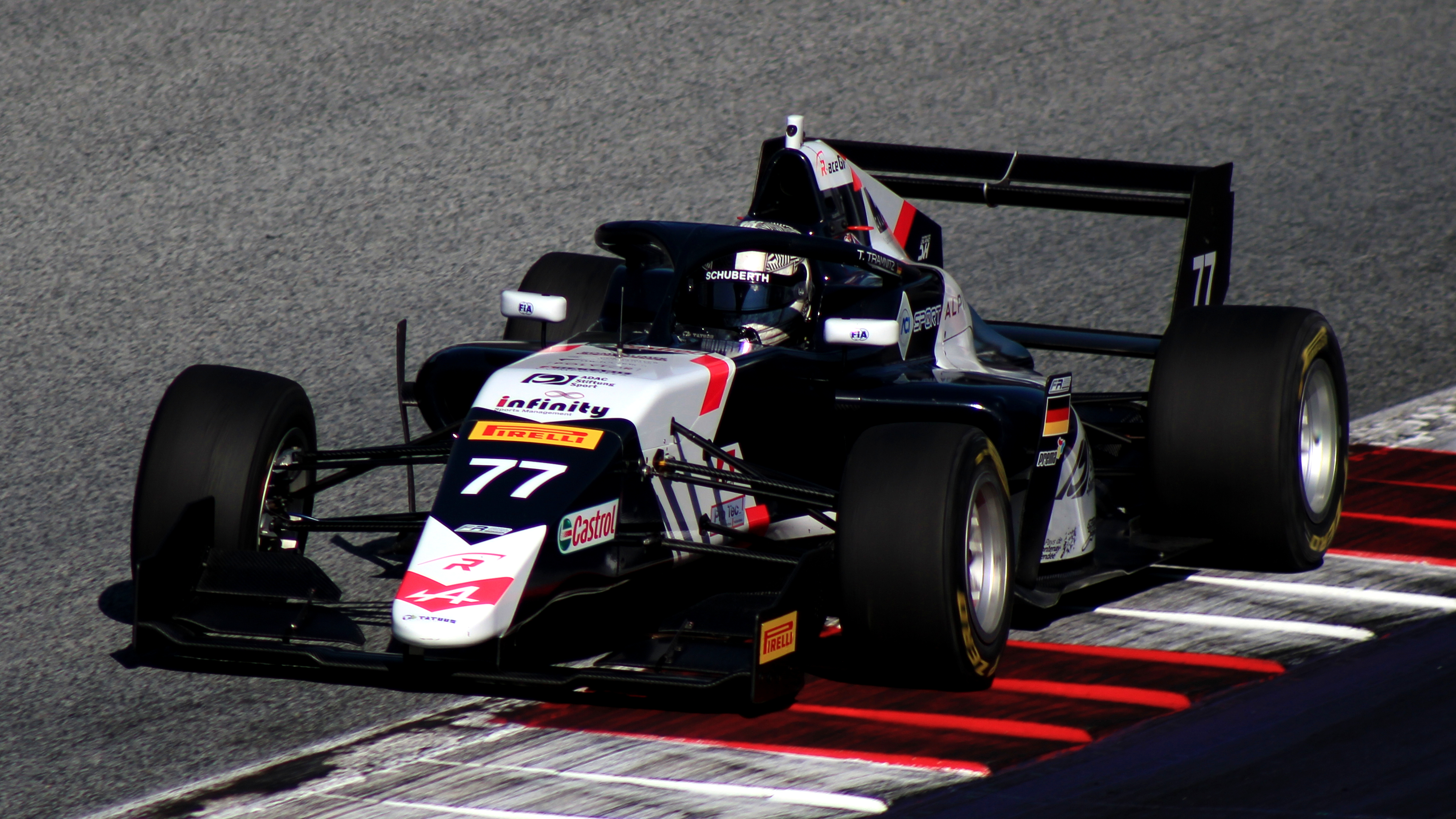
Tramnitz na etapa austríaca da FRECA em 2023

Para 2023, ele seguiu na FRECA e se mudou para a R-ace GP. Com três vitórias e dez pódios, Tramnitz foi o terceiro colocado, ficando vinte e dois pontos abaixo do vice Martinius Stenshorne e sessenta e um pontos abaixo do campeão Andrea Kimi Antonelli. Mas um incidente trágico ofuscou os bons resultados do alemão: em 1 de julho de 2023, em uma corrida da categoria em Spa-Francorchamps, Tramnitz perdeu o controle em Kemmel-Radillon e bateu, causando uma colisão em cadeia de vários carros seguintes. Um dos pilotos envolvidos, Dilano van 't Hoff, morreu no incidente.

### Fórmula 3

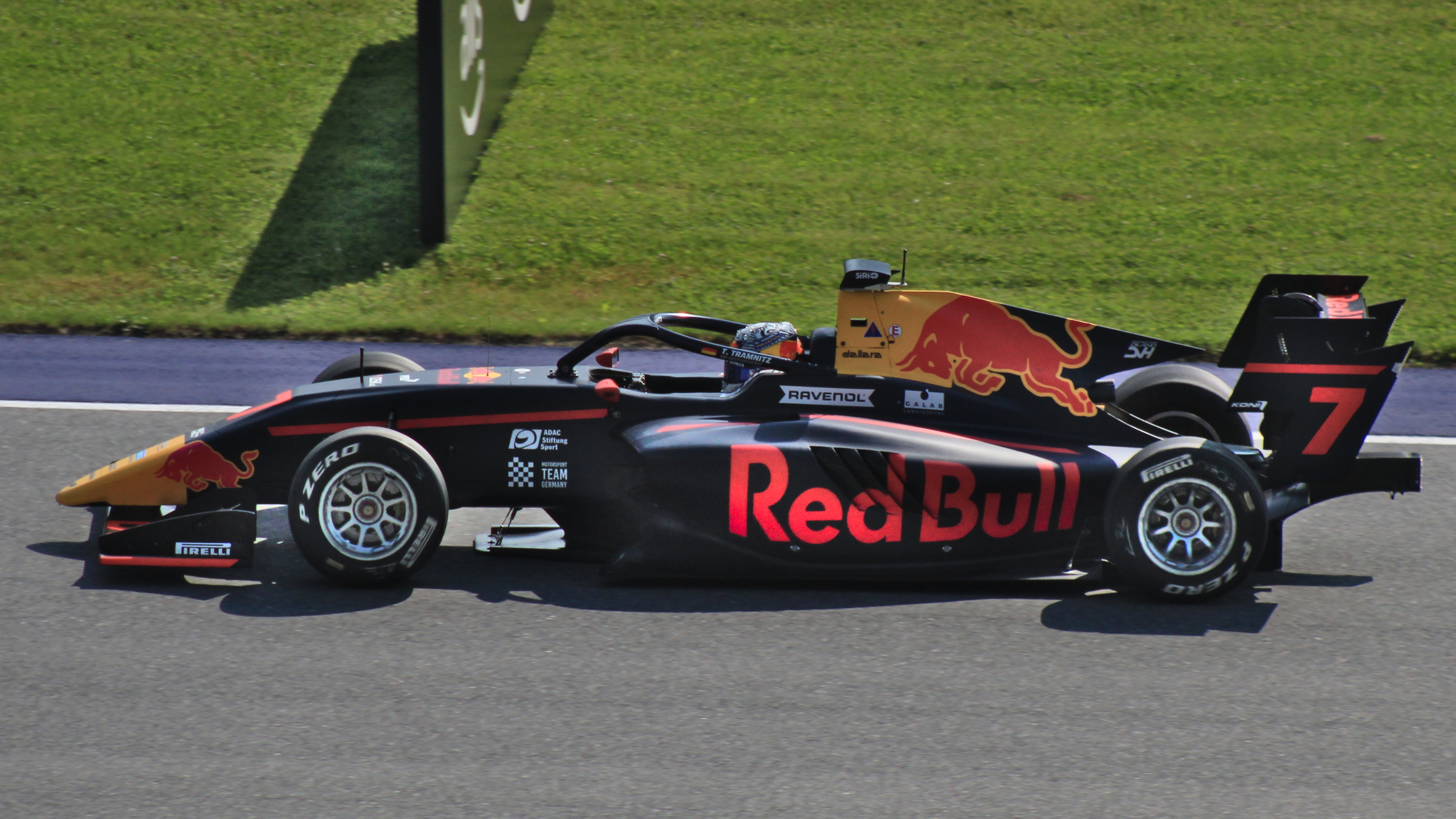
Tramnitz no Red Bull Ring em 2024

Tramnitz participou das sessões de testes de pós-temporada do Campeonato de Fórmula 3 da FIA de 2023 com a equipe MP Motorsport Em janeiro de 2024, ele foi confirmado para se juntar à equipe neerlandesa para a temporada de 2024, sendo companheiro de Kacper Sztuka e Alex Dunne. Pontuou em 12 de 20 corridas, teve quatro pódios, incluindo uma vitória na sprint de Monza, e foi o nono colocado, com 81 pontos.
Tramnitz permaneceria na MP Motorsport para a disputa da temporada da Fórmula 3 de 2025, agora correndo ao lado de Alessandro Giusti e Bruno del Pino. O alemão conquistou seu primeiro pódio ao ser terceiro colocado na corrida longa do Barém, e a sua primeira vitória veio na corrida sprint de Ímola, com Del Pino completando a dobradinha da MP.

### Fórmula E
Em abril de 2023, Tramnitz foi convidado para o teste de jovens pilotos da Fórmula E em Berlim com a equipe ABT CUPRA. No ano seguinte, Tramnitz voltaria a pilotar pela ABT Cupra durante a sessão de treinos livres para novatos em Misano e o teste de novatos em Berlim.

### Fórmula 1
Em outubro de 2023, Tramnitz anunciou que havia se juntado ao programa de jovens pilotos da Red Bull, a Red Bull Junior Team.

## Resultados

### Resumo da carreira
| Temporada | Categoria                         | Equipe                   | Corridas        | Vitórias        | Poles           | V.M.R.          | Pódios          | Pontos          | Posição         |
| --------- | --------------------------------- | ------------------------ | --------------- | --------------- | --------------- | --------------- | --------------- | --------------- | --------------- |
| 2020      | ADAC Fórmula 4                    | US Racing                | 21              | 1               | 0               | 0               | 6               | 226             | 4º              |
| 2020      | Fórmula 4 Italiana                | US Racing                | 2               | 0               | 0               | 0               | 0               | 4               | 24º             |
| 2021      | ADAC Fórmula 4                    | US Racing                | 18              | 5               | 5               | 2               | 9               | 269             | 2º              |
| 2021      | Fórmula 4 Italiana                | US Racing                | 15              | 4               | 2               | 2               | 9               | 232             | 2º              |
| 2022      | Fórmula Regional Europeia         | Trident                  | 20              | 0               | 0               | 0               | 0               | 34              | 15º             |
| 2022–23   | Fórmula E                         | ABT CUPRA Fórmula E Team | Piloto de teste | Piloto de teste | Piloto de teste | Piloto de teste | Piloto de teste | Piloto de teste | Piloto de teste |
| 2023      | Fórmula Regional do Oriente Médio | R-ace GP                 | 6               | 0               | 0               | 0               | 0               | 14              | 20º             |
| 2023      | Fórmula Regional Europeia         | R-ace GP                 | 20              | 3               | 4               | 1               | 10              | 239             | 3º              |
| 2023      | Eurofórmula Open                  | CryptoTower              | 3               | 0               | 0               | 2               | 3               | 55              | 12º             |
| 2023      | TTE Endurance Proto - CN          | Revolution Race Cars     | 1               | 0               | 0               | 0               | 0               | 90              | 11º             |
| 2023–24   | Fórmula E                         | ABT CUPRA Fórmula E Team | Piloto de teste | Piloto de teste | Piloto de teste | Piloto de teste | Piloto de teste | Piloto de teste | Piloto de teste |
| 2024      | Fórmula 3                         | MP Motorsport            | 20              | 1               | 0               | 0               | 4               | 81              | 9º              |
| 2025      | Fórmula 3                         | MP Motorsport            | 8               | 1               | 0               | 0               | 2               | 40*             | 2º*             |

(*) Temporada ainda em andamento.